# Formazione degli Steppenwolf
Il seguente è un elenco delle varie formazioni del gruppo Steppenwolf.

## Formazione attuale
- John Kay – voce, chitarra (1967–1972, 1974–1976, 1980–presente)
- Michael Wilk – tastiere (1982–presente), basso (1984–2009)
- Gary Link – basso (1982–1984, 2009–presente)
- Ron Hurst – batteria (1984–presente)
- Danny Johnson – chitarra (1996–presente)

| Nome                           | Cantante       | Chitarra        | Basso             | Tastiere     | Batteria       |
| ------------------------------ | -------------- | --------------- | ----------------- | ------------ | -------------- |
| Jack London & The Sparrows I   | Jack London    | Dennis Edmonton | Bruce Palmer      | CJ Feeney    | Jerry Edmonton |
| Jack London & The Sparrows II  | Jack London    | Dennis Edmonton | Nick St. Nicholas | CJ Feeney    | Jerry Edmonton |
| Jack London & The Sparrows III | Jack London    | Dennis Edmonton | Nick St. Nicholas | Art Ayre     | Jerry Edmonton |
| The Sparrows                   | Jerry Edmonton | Dennis Edmonton | Nick St. Nicholas | Art Ayre     | Jerry Edmonton |
| The Sparrow I                  | John Kay       | Dennis Edmonton | Nick St. Nicholas | Art Ayre     | Jerry Edmonton |
| The Sparrow II                 | John Kay       | Dennis Edmonton | Nick St. Nicholas | Goldy McJohn | Jerry Edmonton |
| The Sparrow III                | John Kay       | Michael Monarch | ???               | Goldy McJohn | Jerry Edmonton |
| The Sparrow IV                 | John Kay       | Michael Monarch | Rushton Moreve    | Goldy McJohn | Jerry Edmonton |

| Nome             | Cantante | Chitarra        | Basso             | Tastiere        | Batteria            |
| ---------------- | -------- | --------------- | ----------------- | --------------- | ------------------- |
| Steppenwolf I    | John Kay | Michael Monarch | Rushton Moreve    | Goldy McJohn    | Jerry Edmonton      |
| Steppenwolf II   | John Kay | Michael Monarch | Rob Black         | Goldy McJohn    | Jerry Edmonton      |
| Steppenwolf III  | John Kay | Michael Monarch | Nick St. Nicholas | Goldy McJohn    | Jerry Edmonton      |
| Steppenwolf IV   | John Kay | Larry Byrom     | Nick St. Nicholas | Goldy McJohn    | Jerry Edmonton      |
| Steppenwolf V    | John Kay | Larry Byrom     | George Biondo     | Goldy McJohn    | Jerry Edmonton      |
| Steppenwolf VI   | John Kay | Kent Henry      | George Biondo     | Goldy McJohn    | Jerry Edmonton      |
| John Kay Band I  | John Kay | Kent Henry      | George Biondo     | Hugh O'Sullivan | Penti 'Whitey' Glan |
| John Kay Band II | John Kay | Danny Kortchmar | Lee Sklar         | Mike Utley      | Russ Kunkel         |
| Steppenwolf VII  | John Kay | Bobby Cochran   | George Biondo     | Goldy McJohn    | Jerry Edmonton      |
| Steppenwolf VIII | John Kay | Bobby Cochran   | George Biondo     | Andy Chapin     | Jerry Edmonton      |
| Steppenwolf IX   | John Kay | Bobby Cochran   | George Biondo     | Wayne Cook      | Jerry Edmonton      |
| Steppenwolf X    | John Kay | Bobby Cochran   | Jack Ryland       | Wayne Cook      | Jerry Edmonton      |

| Nome                           | Cantante      | Chitarra                | Basso             | Tastiere          | Batteria         |
| ------------------------------ | ------------- | ----------------------- | ----------------- | ----------------- | ---------------- |
| The New Steppenwolf, Inc. I    | Tom Pagon     | Kent Henry              | Nick St. Nicholas | Goldy McJohn      | Tony DeSanti     |
| The New Steppenwolf, Inc. II   | Tom Pagon     | Kent Henry/ Jamie James | Nick St. Nicholas | Goldy McJohn      | Tony DeSanti     |
| The New Steppenwolf, Inc. III  | Tom Pagon     | Tony Flynn/ Jamie James | Nick St. Nicholas | Goldy McJohn      | Tony DeSanti     |
| The New Steppenwolf, Inc. IV   | Larry Green   | Jamie James             | Nick St. Nicholas | Evan Smith        | Jack White       |
| The New Steppenwolf, Inc. V    | Bob Simpson   | Kent Henry              | Rushton Moreve    | John Hall         | Jerry Posin      |
| The New Steppenwolf, Inc. VI   | Bob Simpson   | Ruben Raven             | Nick St. Nicholas | Armond Blackwater | Frankie Banali   |
| The New Steppenwolf, Inc. VII  | Bob Simpson   | Ruben Raven             | Nick St. Nicholas | Armond Blackwater | Jack White       |
| The New Steppenwolf, Inc. VIII | Bob Simpson   | Ruben Raven             | Nick St. Nicholas | Geoff Emery       | Dick Jurgens     |
| The New Steppenwolf, Inc. IX   | Bob Simpson   | Ruben Raven             | Nick St. Nicholas | Geoff Emery       | Jack White       |
| The New Steppenwolf, Inc. X    | Tommy Holland | Ruben Raven             | Nick St. Nicholas | Geoff Emery       | Jack White       |
| The New Steppenwolf, Inc. XI   | Tommy Holland | Ruben Raven             | Nick St. Nicholas | Geoff Emery       | Steve Riley      |
| The New Steppenwolf, Inc. XII  | Tommy Holland | Tony Flynn              | Nick St. Nicholas | Geoff Emery       | Steve Riley      |
| The New Steppenwolf, Inc. XIII | Peter McGraw  | Paul Nauman             | Rick Reed         | Goldy McJohn      | Robbie Roberti   |
| The New Steppenwolf, Inc. XIV  | Nick Graham   | Kent Henry              | Paul Conroe       | Goldy McJohn      | Lawrence Hammock |

| Nome                        | Cantante | Chitarra        | Basso        | Tastiere        | Batteria      | Anni |
| --------------------------- | -------- | --------------- | ------------ | --------------- | ------------- | ---- |
| John Kay Band III           | John Kay | Larry Byrom     | Bob Wray     | Clayton Ivey    | Roger Clark   |      |
| John Kay & Steppenwolf I    | John Kay | Michael Palmer  | Kurtis Teel  | Danny Ironstone | Steven Palmer |      |
| John Kay & Steppenwolf II   | John Kay | Michael Palmer  | Chad Peery   | Brett Tuggle    | Steven Palmer |      |
| John Kay & Steppenwolf III  | John Kay | Michael Palmer  | Welton Gite  | Michael Wilk    | Steven Palmer |      |
| John Kay & Steppenwolf IV   | John Kay | Michael Palmer  | Gary Link    | Michael Wilk    | Steven Palmer |      |
| John Kay & Steppenwolf V    | John Kay | Rocket Richotte | Michael Wilk | Michael Wilk    | Ron Hurst     |      |
| John Kay & Steppenwolf VI   | John Kay | Les Dudek       | Michael Wilk | Michael Wilk    | Ron Hurst     |      |
| John Kay & Steppenwolf VII  | John Kay | Steve Fister    | Michael Wilk | Michael Wilk    | Ron Hurst     |      |
| John Kay & Steppenwolf VIII | John Kay | Danny Johnson   | Michael Wilk | Michael Wilk    | Ron Hurst     |      |
| John Kay Band IV            | John Kay | Danny Johnson   | Gary Link    | Michael Wilk    | Ron Hurst     |      |